# USS Portland (LPD-27)
USS Portland (LPD-27) — десантний транспортний корабель-док ВМС США, одинадцятий корабель типу «Сан-Антоніо». Призначений для транспортування військ та комбінованої висадки повітряним (за допомогою вертольотів чи конвертопланів) та водним (за допомогою катерів на повітряній подушці) морських піхотинців.

## Назва
Корабель названий на честь міста Портленд, штат Орегон. Хоча він є третім кораблем з такою назвою в складі флоту, але став першим з них, який був названий виключно в честь Портленда, найбільшого міста в штаті Орегон.

## Будівництво

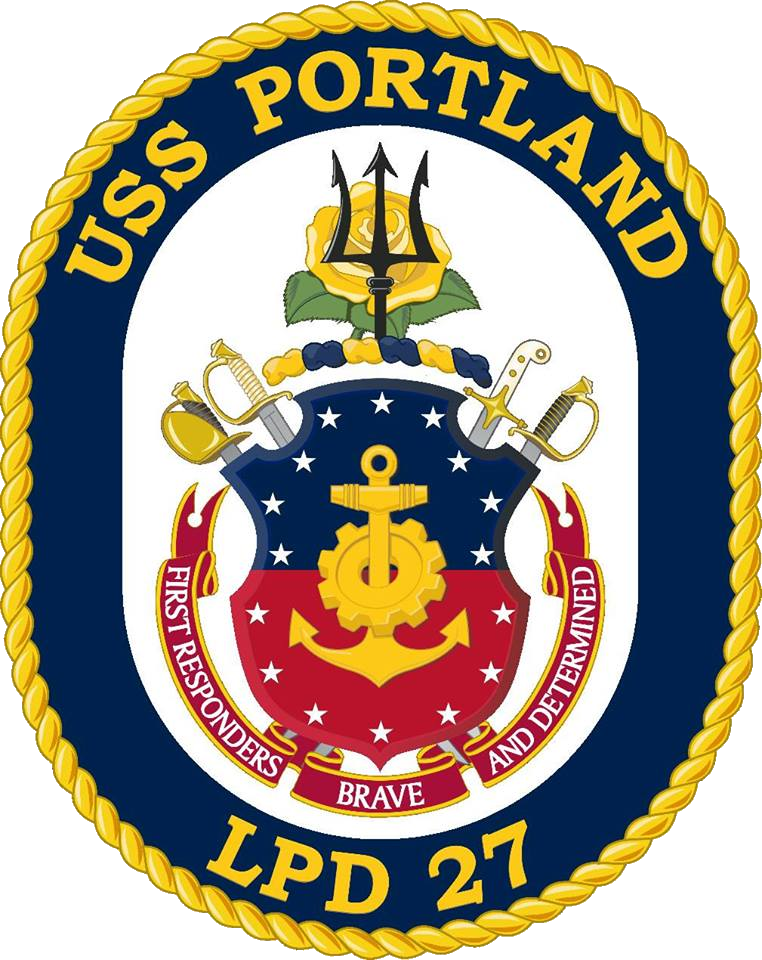
Емблема корабля

Контракт на будівництво від 27 липня 2012 року, вартістю 1,5 млрд доларів, був укладений з суднобудівної компанією Ingalls Shipbuilding, розташованої в Паскагула, штат Міссісіпі, яка з 2011 року є частиною компанії Huntington Ingalls Industries. 6 серпня 2012 було розпочато різання першої сталі. Закладка кіля відбулася 2 серпня 2013 року. Спонсором корабля стала Бонні Амос, дружина генерала Джеймса Амоса, Коменданта корпусу морської піхоти США. 13 лютого 2016 року спущений на воду. Церемонія хрещення відбулася 21 травня 2016 року. 30 червня 2017 року повернувся з ходових випробувань, які протягом чотирьох днів проходили в Мексиканській затоці. 18 серпня завершив приймальні випробування, які з 16 серпня проводились в Мексиканській затоці. 18 вересня відбулася церемонія передачі замовнику - ВМС США. 14 грудня залишив верфі в Паскагула і відправився в свій порт приписки Сан-Дієго. 22 січня 2018 прибув в порт приписки Сан-Дієго (штат Каліфорнія). 21 квітня 2018 року в місті Портленд (штат Орегон), в честь якого названий корабель, відбулася церемонія введення в експлуатацію. Порт приписки Сан-Дієго, штат Каліфорнія.

## Служба
21 травня 2018 року залишив порт приписки Сан-Дієго і попрямував в Перл-Харбор (Гаваї), куди  прибув 29 травня для проведення кваліфікаційних випробувань.
16 травні 2020 року  в ході тестувань дослідна лазерна установка LWSD Mark 2 MOD 0 компанії Northrop Grumman, встановлена на кораблі захопила в повітрі і знищила безпілотний апарат.
14 грудня 2021 року У Аденській затоці було проведено демонстрацію системи лазерної зброї. Під час демонстрації, твердотільна лазерна установка Laser Weapon System Demonstrator (LWSD) Mk 2 Mod 0 на борту USS Portland успішно уразила нерухому надводну ціль. Це було перше випробування лазерної установки високої потужності на системному рівні.